# متام (اسم)
متام هو اسم علم مؤنث من أصل عربي، ومعناه هو اشتداد الفرح والنشاط.

## وصلات خارجية
- موسوعة السلطان قابوس لأسماء العرب